# تي 24
تي 24 (بالتركية: T24)‏ هي صحيفة رقمية تركية.

## وصلات خارجية
- الموقع الرسمي (بالتركية)
- تي 24 على يوتيوب (بالتركية)